# Les Frères Kratt
Pour les articles homonymes, voir Kratt (homonymie).
Les Frères Kratt (Wild Kratts) est une série télévisée d'animation canado-américaine créée par Chris et Martin Kratt, produite par 9 Story Media Group, et diffusée depuis le 3 janvier 2011 sur PBS.
Au Québec, la série est diffusée depuis le 8 janvier 2011 sur Télé-Québec, et en France sur France 4 dans l'émission Ludo.

## Synopsis
Les protagonistes de la série mis en scène sont Chris et Martin, les frères Kratt. Ceux-ci sont retrouvés en chair et en os au début et à la fin de chaque épisode.  Explorant le monde Chris et Martin, les frères Kratt vont découvrir plusieurs animaux et dans le monde animé se transformer en ces animaux pour bien les connaitre.

## Martin et Chris Kratt
Martin et Chris Kratt sont deux frères nés à Warren Township, New Jersey (États-Unis). L'ainé est Martin, né le 23 décembre 1965. Le cadet, Chris est né le 19 juin 1969. Le premier zoologiste, le second biologiste. En plus d'être animés dans la série, ils sont les personnages en chair et en os de la série et sont les créateurs de celle-ci.

## Titres internationaux
- /  Anglais : Wild Kratts
- /  Français : Les Frères Kratt
- Espagnol (Amérique Latine) : Aventuras con los Kratt
- Espagnol (Espagne) : Los hermanos Kratt
- Catalan : Els germans Kratt
- Portugais (Brésil) : Aventuras com os Kratts
- Portugais (Portugal) : Os manos Kratts
- Allemand : Go Wild! Mission Wildnis
- Néerlandais : Kratts in het wild
- Croate : Pustolovine sa braćom, Kret
- Tchèque : Poznáváme přírodu
- Hongrois : Állati küldetés
- Roumain : Cu frații Kratt în sălbăticie
- Serbe : Пустоловине са браћом Крет
- Slovène : Divja brata Kratt
- Turc : Kratt Kardeşler
- Arabe : المستكشفان (al mustakshifan)
- Hébreu : אחים וחיות אחרות

## Personnages

### Protagonistes
- Martin Kratt, Zoologiste
- Chris Kratt, Biologiste
- Aviva Corcovado
- Jimmy Z
- Koki

### Antagonistes
- Zach Varmitech
- Donita Donata
- Dabio
- Gaston « Gourmand » Tato

## Voix québécoises
- Chris Kratt (VQ : Gilbert Lachance) : lui-même
- Martin Kratt (VQ : Sébastien Dhavernas) : lui-même
- Marika Lhoumeau : Donita Donata
- Pascale Montreuil : Koki
- Daniel Picard : Gourmand
- François Sasseville : Zach Varmitech
- Catherine Proulx-Lemay : Aviva
- Benoit Éthier : Jimmy Z / Dabio

 Source et légende : version québécoise (VQ) sur Doublage.qc.ca

## Liste des épisodes

### Première saison (2011-12)
| № en série | № en saison | Titre                              | Réalisation | Scénario         | Première diffusion | Code de prod. | Audience (en millions) |
| --- | ----------- | ---------------------------------- | ----------- | ---------------- | ------------------ | ------------- | ---------------------- |
| 1 | 1           | Maman d'un crocodile Mom of a Croc | Chris Kratt | Le Nil (Ouganda) | 3 janvier 2011     | 101           |                        |
| Au bord du Nil, les zoologistes Chris et Martin Kratt ont pour mission de montrer à l'un de leurs collègues de l'équipe Wild Kratts, la brillante jeune inventrice Aviva Corcovado, que les crocodiles ne se résument pas à la violence et à des mâchoires claquantes. Après s'être réduits à quelques centimètres de hauteur grâce à l'invention du miniaturiseur d'Aviva, les frères Kratt se déguisent en œufs de crocodile et se faufilent dans le nouveau nid d'une mère crocodile. Dans l'avion en forme de tortue et le quartier général de l'équipe Wild Kratts - le Tortuga, l'une des plus grandes inventions d'Aviva - l'équipe technique Wild Kratts, composée d'Aviva, de l'expert en communication et mécanicien Koki et du pilote expérimenté Jimmy Z, surveille Chris et Martin et regarde la mère crocodile garder fidèlement son nid contre les prédateurs pendant des mois sans même rien manger. Finalement, alors que les œufs de crocodile éclosent et que la mère crocodile utilise sa bouche pour porter plusieurs de ses bébés nouvellement éclos jusqu'au fleuve, Aviva change d'avis sur les crocodiles et décide que ces reptiles sont en fait des mères attentionnées et dévouées. Mais lorsque la mère crocodile quitte la rivière pour aller chercher d'autres bébés crocodiles dans son nid, des prédateurs menacent la première couvée de bébés crocodiles. Les frères Kratt doivent utiliser les incroyables combinaisons de pouvoirs des créatures, deux inventions d'Aviva, pour acquérir les capacités des crocodiles et protéger les bébés crocodiles vulnérables. |             |                                    |             |                  |                    |               |                        |